# ان‌جی‌سی ۳۲۷۱
ان‌جی‌سی ۳۲۷۱ (انگلیسی: NGC 3271) نام یک کهکشان مارپیچی میله‌ای در صورت فلکی تلمبه است.